# Jarantowice, Distrito de Wąbrzeźno
Jarantowice [jarantɔˈvit͡sɛ] (en alemán: Arnoldsdorf, hasta 1874 Jerrentowitz) es un pueblo ubicado en el distrito administrativo de Gmina Wąbrzeźno, dentro de Distrito de Wąbrzeźno, Voivodato de Cuyavia y Pomerania, en el norte de Polonia central. Se encuentra aproximadamente a 6 kilómetros al norte de Wąbrzeźno y a 41 kilómetros al noreste de Toruń.

## Residentes destacados
Paul Wegener (1874–1948), actor.